# Carré (viande)
Le carré est un morceau de viande d'agneau, de bœuf, de mouton ou de porc  rassemblant l'ensemble des côtes découvertes, secondes et premières.

## Galerie

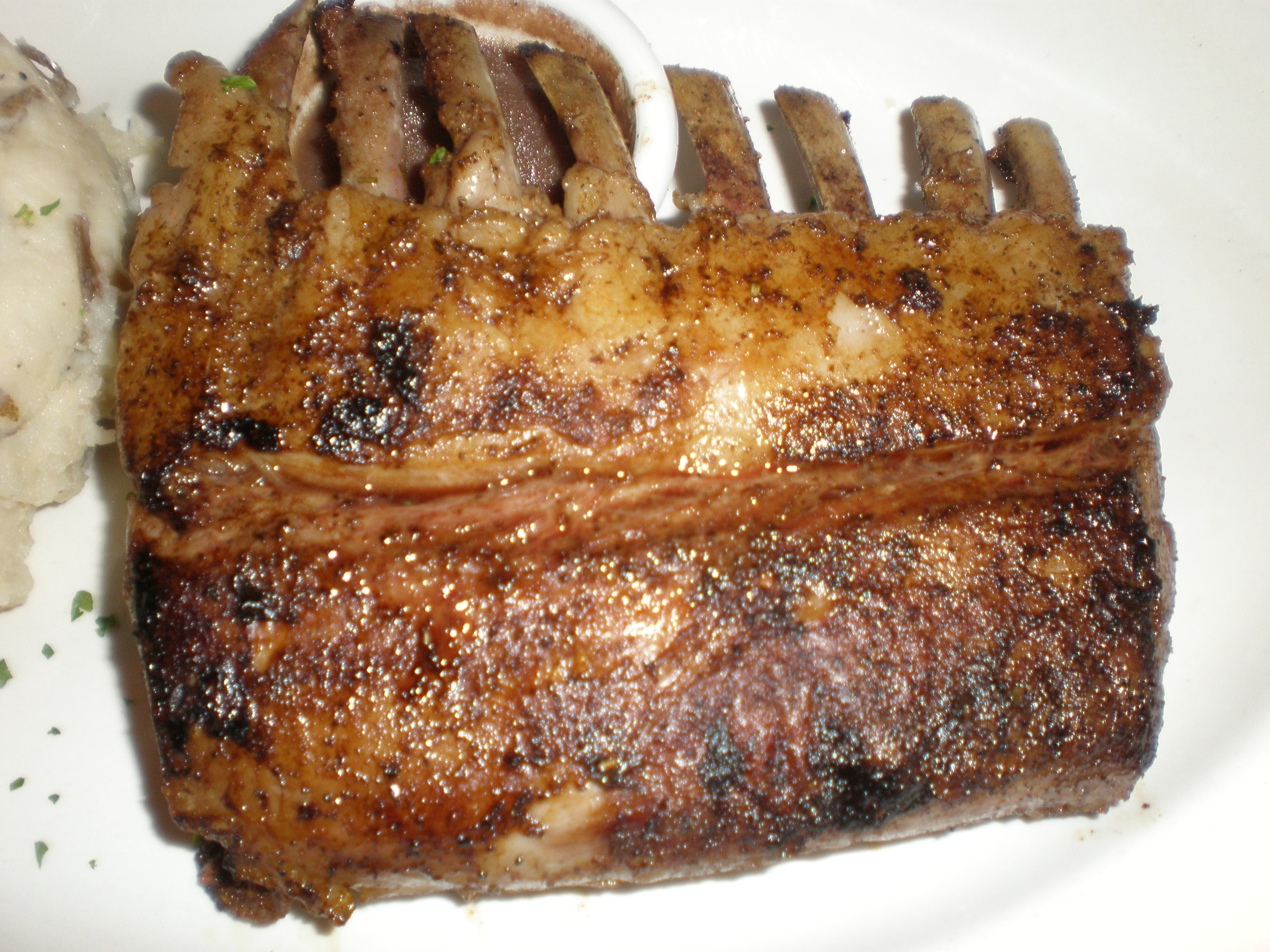
Carré d'agneau rôti.
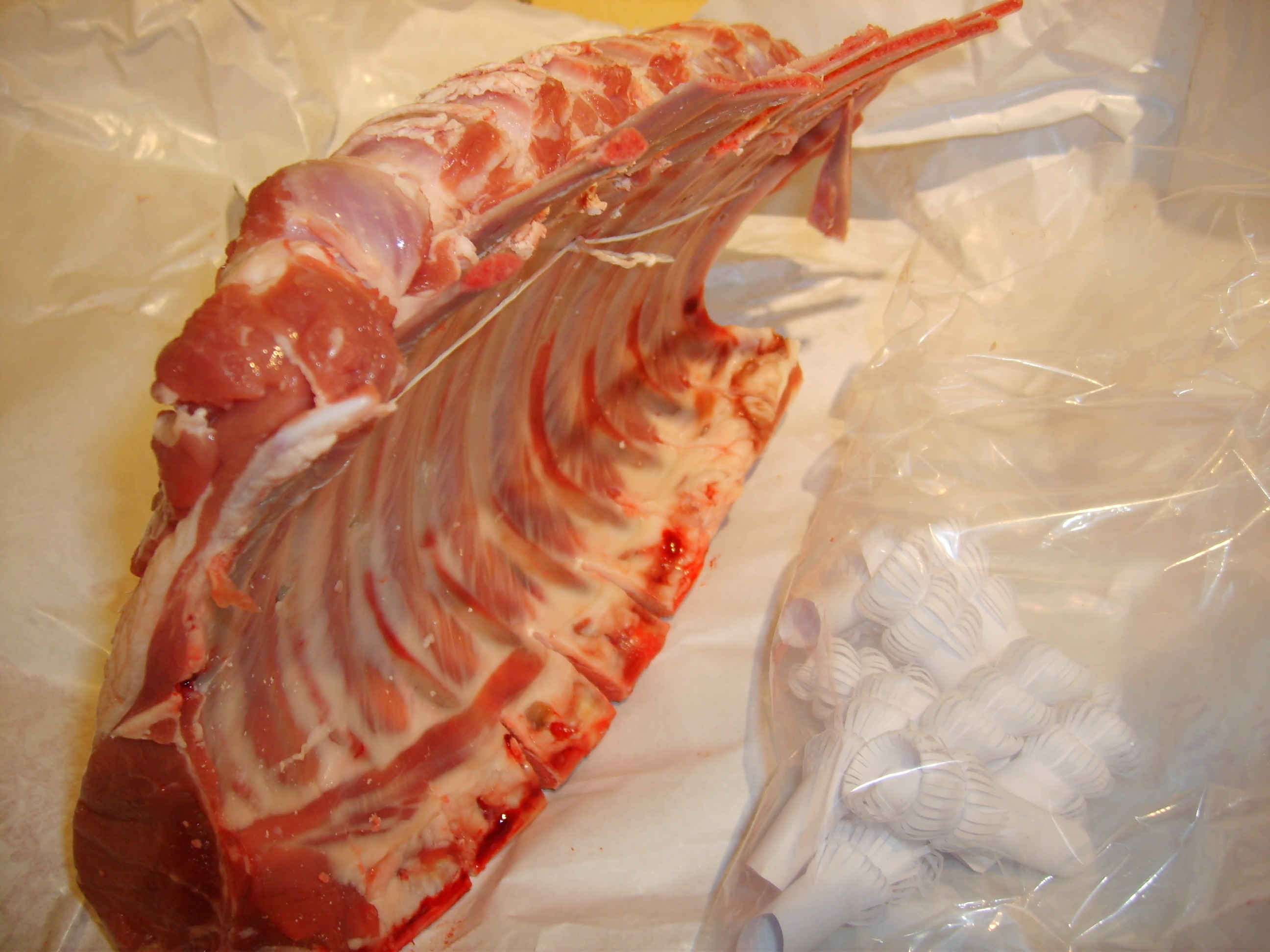
Carré d'agneau.